# Овчаренко Федір Гнатович
Федір Гнатович Овчаренко (10 квітня 1913, хутір Миколаївка (Миколаївський) Гадяцького повіту Полтавської губернії, тепер Миргородського району Полтавської області — 20 листопада 2001) — радянський діяч, науковець, ректор Кіровоградського державного педагогічного інституту імені Пушкіна.

## Життєпис
Народився в бідній селянській родині. З 1921 до 1925 року навчався у Потічанській початковій школі Полтавської губернії. У червні 1928 року закінчив Липоводолинську семирічну школу на Полтавщині.Продовжив навчання в Роменській школі зоотехніків.
У п'ятнадцятирічному віці вступив до ЛКСМУ. Закінчив учительські курси і рік працював учителем, боровся з неписьменністю.
У червні 1930 року поїхав будувати Дніпрогес біля Запоріжжя. Там був мобілізований на навчання на соціально-економічному факультеті Запорізького педагогічного інституту. За рік закінчив робітничий факультет і став студентом. З 1934 року викладав політекономію в металургійному технікумі. З 1937 до 1939 року працював заступником директора технікуму.
Член ВКП(б) з 1940 року.
З 1943 року перебував на партійній роботі в Таджицькій РСР.
На 1947 рік — заступник завідувача відділу пропаганди і агітації Запорізького обласного комітету КП(б)У.
У 1948 році закінчив Вищу партійну школу при ЦК ВКП(б) у Москві.
До липня 1951 року — заступник голови виконавчого комітету Запорізької обласної ради депутатів трудящих.
У липні 1951 — травні 1955 року — завідувач відділу шкіл ЦК КПУ.
У травні 1955 — вересні 1957 року — заступник міністра освіти Української РСР із кадрів.
У 1957—1978 роках — ректор Кіровоградського державного педагогічного інституту імені Пушкіна.
Одночасно з 1960 року очолював Кіровоградське обласне відділення товариства «Знання». 
У 1978—1988 роках — доцент кафедри політекономії Кіровоградського державного педагогічного інституту імені Пушкіна.
З 1988 року — персональний пенсіонер. Помер 20 листопада 2001 року.
30 жовтня 2017 року в Центральноукраїнському державному педагогічному університеті імені Володимира Винниченка відкрили меморіальну дошку Федору Гнатовичу Овчаренку.

## Нагороди
- орден Жовтневої Революції (1971)
- орден Трудового Червоного Прапора (1961)
- два ордени «Знак Пошани» (23.01.1948, 1968)
- медаль А. С. Макаренка
- медалі
- Почесна грамота Президії Верховної Ради Української РСР